# Quarks légers et quarks lourds
Cet article court présente un sujet plus développé dans : Quark, Tétraquark et Pentaquark.
En physique des particules :
- un quark léger, noté q, est un quark up, down ou étrange. Son antiparticule (antiquark léger) est notée q ;
- un quark lourd, noté Q, est un quark charmé, bottom ou top. Son antiparticule (antiquark lourd) est notée Q.

Les quarks légers ont des masses comprises entre 2 et environ 100 MeV/c2, les quartz lourds entre 1 et 173 GeV/c2.
Les notations q et Q sont employées, avec les notations plus précises u, d, c, s, t et b (respectivement : quarks up, down, charmé, étrange, top et bottom) pour exprimer la constitution des hadrons. Le LHC a par exemple produit et détecté des tétraquarks de type cqqq et des pentaquarks de type ccqqq.